# Claire Donahue
Claire Donahue (ur. 12 stycznia 1989 w Dallas) – amerykańska pływaczka, specjalizująca się głównie w stylu motylkowym.
Mistrzyni olimpijska z Londynu (2012) w sztafecie 4 x 100 m stylem zmiennym. Brązowa medalistka mistrzostw świata na krótkim basenie ze Stambułu (2012) w sztafecie 4 x 100 stylem zmiennym. Dwukrotna mistrzyni igrzysk panamerykańskich z Guadalajary (2011).